# Julius Skutnabb
Julius Ferninand Skutnabb (Helsinki, 12 giugno 1889 – Helsinki, 26 febbraio 1965) è stato un pattinatore di velocità su ghiaccio finlandese.
Ha vinto quattro medaglie olimpiche nel pattinaggio di velocità su ghiaccio. In particolare, alle Olimpiadi invernali di Chamonix 1924 ha conquistato una medaglia d'oro nella gara di 10000 metri maschile, una medaglia d'argento in quella di 5000 metri e una medaglia di bronzo nella combinata maschile, mentre alle Olimpiadi invernali di St. Moritz 1928 ha conquistato una medaglia d'argento nei 5000 metri.